# Batalla de Yenidje
La batalla de Yenidje o Yenice, también llamada batalla de Giannitsa (en griego, Μάχη των Γιαννιτσών), fue una batalla entre el ejército griego y el ejército otomano llevada a cabo el 2 de noviembre de 1912, durante la Primera Guerra Balcánica. El ejército griego derrotó a los otomanos, abriendo el camino hacia Salónica y permitiendo la captura de Yenidje (ahora Giannitsa).